# Герман Ілько Іванович
Ілько Іванович Герман (*20 вересня 1895, Шишківці — †14 січня 1938, Варшава) — військовий і громадський діяч, редактор, командир прикордонного загону Могилів-Подільської бригади Армії УНР, редактор часопису «Чорноморе»; сотник Армії УНР.

## Біографія
Закінчив 2-гу двомовну гімназію в Чернівцях (1914).
Очевидно, ще з 1913 був членом Чернівецької студентської корпорації «Чорноморе». Навчався на філософському факультеті Чернівецького університету. Під час Першої світової війни вступив до старшинської школи в Граці, після закінчення якої перебував в австрійській армії.
Після розпаду Австро-Угорщини повернувся додому. Учасник українсько-польської війни 1918—1919 років. Арештований за підпільну антирумунську діяльність і пропаганду. Втік із чернівецької в'язниці.
У лютому 1920 року приєднався до лав 3-ї Залізної дивізії Армії УНР. У її лавах брав участь у запеклих боях під Вапняркою та під час відвороту дивізії. У Шаргороді потрапив у більшовицький полон (січень 1920). Утримувався у вінницькій тюрмі, звідки втік до повстанців (5 травня 1920). Згодом воював в Окремому корпусі кордонної охорони, з яким відступив за Збруч. Інтернований у таборах міст Олександрова-Куявського, Лайнута і Стшалкова.
У 1926 році зарахований студентом на кооперативний підвідділ економічно-кооперативного відділу Української господарської академії в Подєбрадах, проте без надання стипендії та матеріальної допомоги. 18 травня 1927 звільнений за неприбуття до академії.
У гімназії ім. Тараса Шевченка в Каліші викладав німецьку, польську та українську мови. У посмертній згадці у «Літописі Червоної Калини» про нього сказано як про «прекрасного педагога, взірцевого вихователя, щирого товариша, який до кінця життя свого лишався вірним сином своєї землі». У 1934 році, після ліквідації станичної гімназії залишився без роботи.
Помер «у великій нужді, голоді й холоді».